# Dan Castellaneta

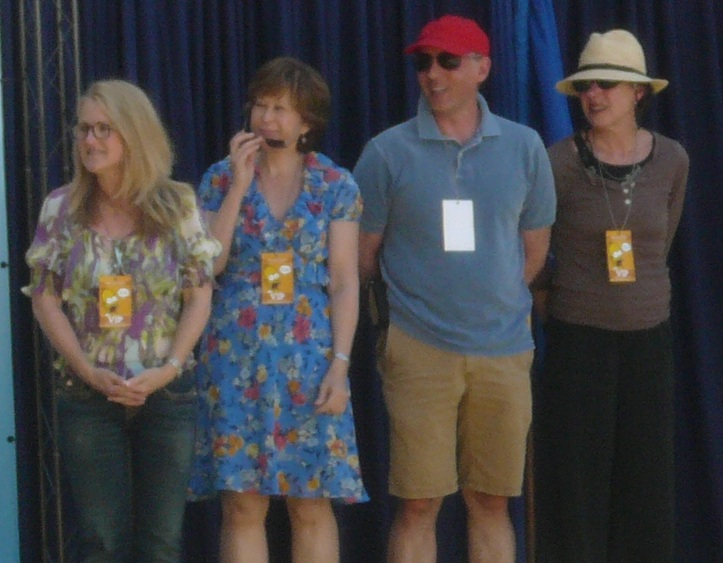
Castellaneta cu actorii din serialul The Simpsons, Nancy Cartwright, Yeardley Smith și Julie Kavner în 2009

Daniel Louis „Dan” Castellaneta (n. 29 octombrie 1957) este un actor, comediant și scenarist american, cunoscut pentru vocea lui Homer Simpson și a altor personaje din serialul Familia Simpson, pentru care a primit patru Premii Emmy: primul în anul 1992 pentru episodul „Lisa's Pony”, „Mr. Plow” 1993, „Today I Am a Clown” 2004, „Father Knows Worst” 2009.

## Legături externe
- Dan Castellaneta la Internet Movie Database